# Bosconero
Bosconero (piemonti nyelven Boschnèir) egy 3 094 lelkes település Olaszországban, Torino megyében.
| Lakosok száma | 3156 | 3146 | 3107 | 3083 |
|               | 2017 | 2018 | 2019 | 2023 |